# Gabriel Ferry

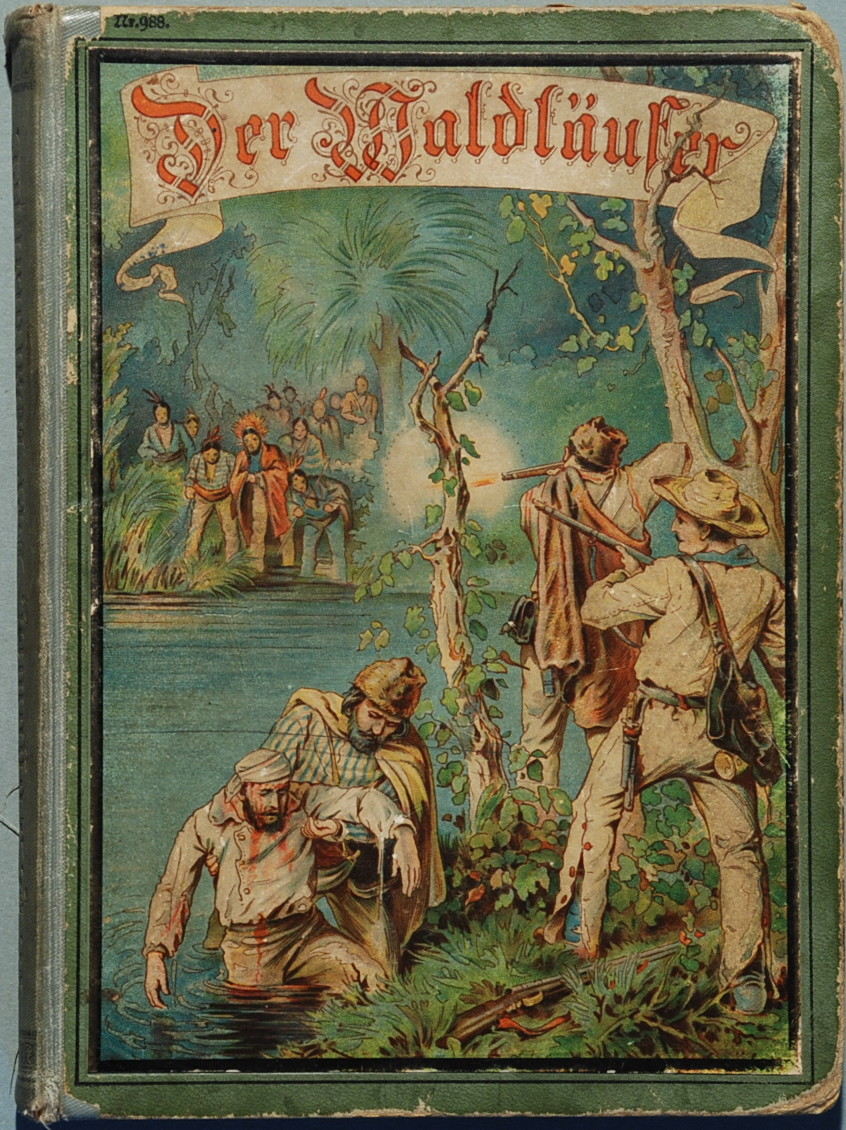
Titelbild einer frühen deutschen Ausgabe von Le Coureur de Bois mit einem Aquarell von Wilhelm Schäfer

Gabriel Ferry, eigentlich Eugène Louis Gabriel Ferry de Bellemare (* 29. November 1809 in Grenoble; † 5. Januar 1852) war ein französischer Schriftsteller und Verfasser von Abenteuerromanen.

## Leben und Werk
Gabriel Ferry, auch der französische Cooper genannt, wuchs in Grenoble auf und trat nach Beendigung seiner Schulzeit in das Geschäft seines Vaters ein, eine Handelsfirma, die Kommissionsgeschäfte mit Mexiko betrieb. Als Vertreter seines Hauses hielt er sich von 1831 bis 1837 vorwiegend in Mexiko auf und kehrte danach in seine französische Heimat zurück. Bis 1840 arbeitete er wieder im Geschäft seines Vaters.
Dann nahm er einen Posten als Versicherungsvertreter an und musste nach dem Bankrott der Versicherung in das Schuldgefängnis. Nach seiner Entlassung begann er 1843 als Schriftsteller zu arbeiten. 1846 wurde er Mitarbeiter der Zeitschrift Revue des Deux Mondes. Sein bekanntestes Werk, Le Coureur des bois, veröffentlichte er 1850. Neben verschiedenen Texten zu Mexiko erschienen Erzählungen sowie die Romane Costal, l’Indien, Les Squatters und La Chasse aux Cosaques.
Aufgrund seiner finanziell prekären Situation entschloss sich Ferry, in die USA zu gehen, um im Auftrag der Regierung französische Siedler zu betreuen und die Bedingungen der Immigration zur Zeit des Goldfiebers in Kalifornien zu verbessern. Am 2. Januar 1852 schiffte er sich auf dem Passagierschiff Amazon zu einer erneuten Überfahrt nach Amerika ein. Das britische Dampfschiff war auf dem Weg nach Kalifornien, als es westlich des Ärmelkanals durch einen Blitzschlag in Brand geriet. Die ersten beiden Rettungsboote kenterten. Als Ferry aufgefordert wurde, in das dritte zu steigen, soll er geantwortet haben: „Mourir pour mourir je préfère rester ici“ („Wenn es nur um die Art des Sterbens geht, so bleibe ich lieber hier“). Das dritte Rettungsboot jedoch wurde gerettet, das Dampfschiff explodierte.
So endete Ferrys Leben nach nur sieben Jahren schriftstellerischer Tätigkeit auf ebenso dramatische wie werbeträchtige Weise. Nach seinem Tod wurden die Manuskripte, für die er zu Lebzeiten keinen Verleger gefunden hatte, gleich mehrfach ediert. Die Popularität des Autorennamens hat sich offenbar auch sein zweiter Sohn – ebenfalls Gabriel Ferry (Gabriel de Bellemare) – zunutze gemacht, der die Tätigkeit seines Vaters als Autor von Theaterstücken, Unterhaltungsromanen, literarischen und biografischen Abhandlungen u. a. über Dumas und Balzac fortführte. Auf der Basis von Notizen seines Vaters aus dem Jahr 1850 und dessen im Februar 1850 in der Revue des Deux Mondes erschienenen Berichts über die Texas-Expedition verfasste er 1898 den Roman Les dernières aventures de Bois-Rosé, den er mit Figuren aus dem Coureur des bois verband. Ferrys Sohn blieb kinderlos und vermachte den Nachlass einem Neffen, der auf der Insel La Réunion lebte. Ein Taifun zerstörte das Haus, wo die Unterlagen aufbewahrt wurden, und riss die Manuskripte Ferrys mit ins Meer.
Ferrys literarisches Erbe schrumpfte schon im 19. Jahrhundert auf den Coureur des bois zusammen, der bald als Stellvertreter seines gesamten Werkes galt. Der Roman wurde unter dem Titel Der Waldläufer 1879 von Karl May „für die Jugend“ bearbeitet.

## Werke
- 1847 Voyage et aventures au Mexique
- 1850 Le Coureur des bois
- 1852 Costal, l’Indien
- 1853 La Chasse aux Cosaques
- 1854 Scènes de la vie mexicaine
- 1857 Les Squatters